# ウランチャブ市
ウランチャブ市（ウランチャブし、モンゴル語：ᠤᠯᠠᠭᠠᠨᠴᠠᠪ
ᠬᠣᠲᠠ、Ulaɣančab qota、烏蘭察布市）は、中華人民共和国内モンゴル自治区に位置する地級市。行政公処所在地は集寧区。元はウランチャブ盟と称し、2003年12月1日、中華人民共和国国務院の批准を経て撤盟設市し、ウランチャブ市が成立した。

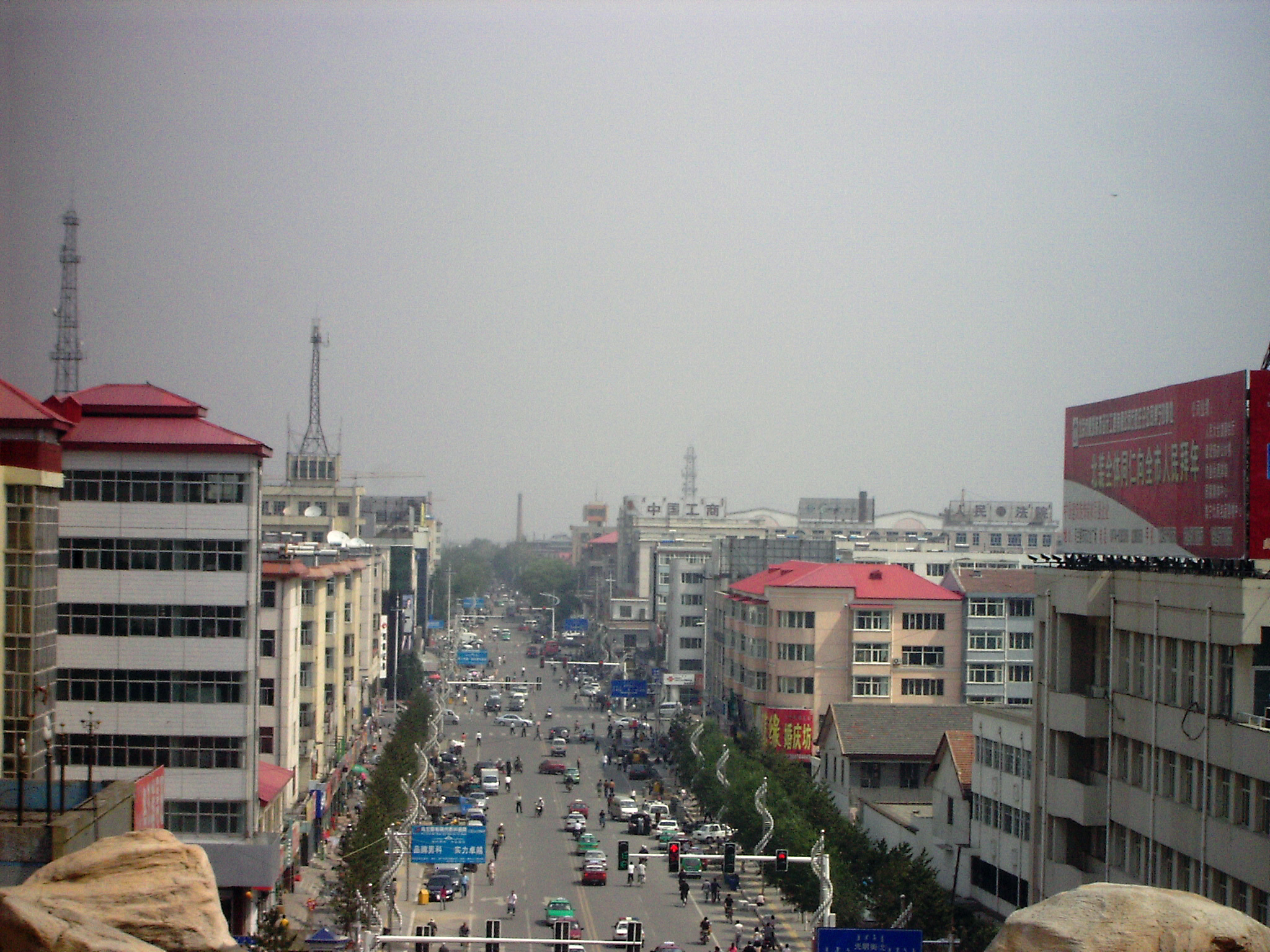
ウランチャブ

## 行政区画
1市轄区・1県級市・5県・4旗を管轄する。
- 市轄区：
  - 集寧区
- 県級市：
  - 豊鎮市
- 県：
  - 卓資県・涼城県・興和県・商都県・化徳県
- 旗：
  - チャハル（察哈爾）右翼前旗・チャハル（察哈爾）右翼中旗・チャハル（察哈爾）右翼後旗・四子王旗

| ウランチャブ市の地図                                                                                                  |
| --- |
| 集寧区 卓資県 化徳県 商都県 興和県 涼城県 チャハル · 右翼前旗 チャハル · 右翼中旗 チャハル · 右翼後旗 四子王旗 豊鎮市 |

### 年表
この節の出典

#### 綏遠省ウランチャブ盟
- 1949年10月1日 - 中華人民共和国綏遠省ウランチャブ盟が成立。四子王旗・西公旗・中公旗・東公旗・ダルハン旗・ムミンガン旗・百霊廟弁事処が発足。(6旗1弁事処)
- 1950年1月17日 - ウランチャブ盟が民族自治区に移行し、ウランチャブ盟モンゴル族自治区となる。

#### 集寧専区(1949年-1950年)
- 1949年10月 - 綏遠省集寧県・豊鎮県・興和県・竜勝県・陶林県・武東県を編入。集寧専区が成立。(6県)
- 1950年7月27日 - 和林専区涼城県を編入。(7県)
- 1950年9月 - 集寧専区が綏東専区に改称。

#### ウランチャブ盟モンゴル族自治区
- 1950年4月7日 (6旗1弁事処)
  - 西公旗がウラド前旗に改称。
  - 中公旗がウラド中旗に改称。
  - 東公旗がウラド後旗に改称。
- 1950年11月27日 - 百霊廟弁事処が分割され、五当召区・烏蘭花区が発足。(6旗2区)
- 1951年7月1日 - 五当召区が鉱区に移行し、石拐溝鉱区となる。(6旗1区1鉱区)
- 1952年7月 - 烏蘭花区が四子王旗に編入。(6旗1鉱区)
- 1952年8月9日 (4旗1鉱区)
  - ウラド中旗・ウラド後旗が合併し、ウラド中後連合旗が発足。
  - ダルハン旗・ムミンガン旗が合併し、ダルハン・ムミンガン連合旗が発足。
- 1953年9月15日 - 集寧専区包頭県の一部がウラド前旗・石拐溝鉱区に分割編入。(4旗1鉱区)
- 1954年1月7日 - 集寧専区固陽県を編入。(1県4旗1鉱区)
- 1954年1月28日 - 綏遠省の内モンゴル自治区への編入により、内モンゴル自治区ウランチャブ盟となる。

#### 綏東専区
- 1950年11月27日 - 綏東専区が集寧専区に改称。

#### 集寧専区(1950年-1954年)
- 1951年5月21日 - 集寧県の一部が分立し、平地泉鎮が発足。(7県1鎮)
- 1952年5月1日 - 竜勝県が卓資県に改称。(7県1鎮)
- 1952年11月27日 - 薩県専区包頭県・帰綏県・武川県・サラチ県・固陽県・トクト県・ホリンゴル県・清水河県を編入。(15県1鎮)
- 1953年9月15日 (14県1鎮)
  - 包頭県の一部がウランチャブ盟ウラド前旗・石拐溝鉱区、イフ・ジョー盟ダラト旗に分割編入。
  - 包頭県の残部が包頭市三区と合併し、包頭市郊区となる。
- 1954年1月7日 - 固陽県がウランチャブ盟に編入。(13県1鎮)
- 1954年1月28日 - 綏遠省の内モンゴル自治区への編入により、内モンゴル自治区平地泉行政区となる。

#### 平地泉行政区
- 1954年2月11日 (12県1旗1鎮)
  - トゥムド旗を編入。
  - 帰綏県がトゥムド旗に編入。
- 1954年2月 - 卓資県の一部が鑲藍鑲紅連合旗に編入。(12県1旗1鎮)
- 1954年3月3日 (12県1旗1鎮)
  - サラチ県・トクト県・ホリンゴル県の各一部がトゥムド旗に編入。
  - トゥムド旗の一部がサラチ県・トクト県・ホリンゴル県・涼城県・武川県・武東県・清水河県、ウランチャブ盟ダルハン・ムミンガン連合旗・石拐溝鉱区・四子王旗、帰綏市郊区、包頭市郊区に分割編入。
- 1954年3月5日 (12県5旗1鎮)
  - 東四旗中心旗・鑲藍鑲紅連合旗・正黄旗を編入。
  - 東四旗中心旗がチャハル右翼後旗に改称。
  - 鑲藍鑲紅連合旗・陶林県の各一部が合併し、チャハル右翼中旗が発足。
  - 正黄旗がチャハル右翼前旗に改称。
- 1954年3月16日 - 興和県の一部がチャハル右翼前旗に編入。(12県5旗1鎮)
- 1954年3月17日 (11県4旗1鎮)
  - チャハル右翼後旗・集寧県・卓資県の各一部がチャハル右翼前旗に編入。
  - 鑲藍鑲紅連合旗・卓資県の各一部がチャハル右翼中旗に編入。
  - 陶林県およびチャハル右翼前旗・集寧県の各一部がチャハル右翼後旗に編入。
  - チャハル右翼後旗の一部が集寧県・卓資県に分割編入。
  - 鑲藍鑲紅連合旗の残部が涼城県・卓資県に分割編入。
  - チャハル右翼前旗の一部が興和県・集寧県に分割編入。
- 1954年6月 - サラチ県の一部がイフ・ジョー盟ダラト旗に編入。(11県4旗1鎮)
- 1954年10月 - トゥムド旗の一部がウランチャブ盟ダルハン・ムミンガン連合旗に編入。(11県4旗1鎮)
- 1954年11月24日 - 武東県の一部がウランチャブ盟四子王旗に編入。(11県4旗1鎮)
- 1954年12月3日 - チャハル右翼中旗の一部が卓資県に編入。(11県4旗1鎮)
- 1954年12月20日 - 興和県の一部が河北省張家口専区尚義県に編入。(11県4旗1鎮)
- 1954年12月24日 (11県4旗1鎮)
  - 豊鎮県の一部(南営子村・双勝堂村・東坊村・李家坊村)がチャハル右翼前旗に編入。
  - チャハル右翼前旗の一部(欧家営村)が豊鎮県に編入。
- 1954年12月29日 (11県4旗1鎮)
  - 卓資県の一部が豊鎮県に編入。
  - 豊鎮県の一部がチャハル右翼前旗に編入。
- 1955年1月10日 - イフ・ジョー盟ジュンガル旗の一部がサラチ県に編入。(11県4旗1鎮)
- 1955年2月16日 - シリンゴル盟ソニド右旗の一部がチャハル右翼後旗に編入。(11県4旗1鎮)
- 1955年12月29日 - 集寧県の一部が平地泉鎮に編入。(11県4旗1鎮)
- 1956年1月25日 - チャハル右翼後旗の一部がシリンゴル盟ソニド右旗に編入。(11県4旗1鎮)
- 1956年2月24日 - 平地泉鎮が市制施行し、集寧市となる。(1市11県4旗)
- 1956年3月10日 - 集寧県の一部が集寧市に編入。(1市11県4旗)
- 1956年4月5日 - チャハル右翼中旗の一部が卓資県に編入。(1市11県4旗)
- 1956年5月 - トゥムド旗の一部がホリンゴル県に編入。(1市11県4旗)
- 1956年8月9日 - ホリンゴル県の一部が清水河県に編入。(1市11県4旗)
- 1956年9月20日 - トゥムド旗の一部がフフホト市郊区に編入。(1市11県4旗)
- 1956年9月21日 (1市11県4旗)
  - 武東県の一部(壕欠村)がチャハル右翼中旗に編入。
  - チャハル右翼中旗の一部(四合村)が武東県に編入。
- 1957年10月18日 - 集寧県が集寧市・チャハル右翼前旗・チャハル右翼後旗・興和県に分割編入。(1市10県4旗)
- 1957年12月21日 - トクト県の一部がホリンゴル県に編入。(1市10県4旗)
- 1958年4月21日 - 集寧市・興和県・豊鎮県・涼城県・清水河県・ホリンゴル県・サラチ県・トクト県・武東県・卓資県・武川県・トゥムド旗・チャハル右翼前旗・チャハル右翼中旗・チャハル右翼後旗がウランチャブ盟に編入。

#### 内モンゴル自治区ウランチャブ盟
- 1954年3月3日 - 平地泉行政区トゥムド旗の一部がダルハンムミンガン連合旗・石拐溝鉱区・四子王旗に分割編入。(1県4旗1鉱区)
- 1954年6月20日 (1県4旗1鉱区)
  - ウラド前旗の一部(第二ヌトゥク)がウラド中後連合旗に編入。
  - ウラド中後連合旗の一部(七区)がウラド前旗に編入。
- 1954年8月 - ダルハン・ムミンガン連合旗の一部が分立し、バヤンオボー弁事処が発足。(1県4旗1鉱区1弁事処)
- 1954年10月1日 (1県4旗1鉱区1弁事処)
  - 河套行政区五原県・ダラト後旗・狼山県・ハンギン後旗の各一部がウラド中後連合旗に編入。
  - 河套行政区安北県・ダラト後旗の各一部がウラド前旗に編入。
- 1954年10月 - 平地泉行政区トゥムド旗の一部がダルハン・ムミンガン連合旗に編入。(1県4旗1鉱区1弁事処)
- 1954年11月24日 - 平地泉行政区武東県の一部が四子王旗に編入。(1県4旗1鉱区1弁事処)
- 1955年6月8日 (1県4旗1鉱区1弁事処)
  - ウラド前旗の一部(南牌郷および達拉亥郷の一部)が包頭市郊区に編入。
  - 包頭市郊区の一部(土黒麻淖郷および金巴兎郷の一部)がウラド前旗に編入。
- 1956年9月14日 - 石拐溝鉱区が固陽県、包頭市郊区に分割編入。(1県4旗1弁事処)
- 1958年2月24日 - バヤンオボー弁事処が鎮制施行し、バヤンオボー鎮となる。(1県4旗1鎮)
- 1958年3月10日 (2旗)
  - ウラド前旗・ウラド中後連合旗がバヤンノール盟に編入。
  - 固陽県・バヤンオボー鎮が包頭市に編入。
- 1958年4月21日 (1市8県6旗)
  - 平地泉行政区集寧市・興和県・豊鎮県・涼城県・清水河県・ホリンゴル県・サラチ県・トクト県・武東県・卓資県・武川県・トゥムド旗・チャハル右翼前旗・チャハル右翼中旗・チャハル右翼後旗を編入。
  - サラチ県がトゥムド旗、包頭市郊区に分割編入。
  - 武東県が四子王旗・チャハル右翼中旗・卓資県・武川県に分割編入。
- 1958年5月1日 - トゥムド旗の一部がフフホト市郊区に編入。(1市8県6旗)
- 1958年6月3日 - 四子王旗の一部がチャハル右翼後旗に編入。(1市8県6旗)
- 1958年7月5日 - 包頭市固陽県の一部がダルハン・ムミンガン連合旗に編入。(1市8県6旗)
- 1958年8月4日 - トゥムド旗の一部が包頭市郊区に編入。(1市8県6旗)
- 1958年10月10日 (1市8県6旗)
  - 武川県の一部(太平郷・二里半郷・点素不浪郷および二分子郷の一部)がダルハン・ムミンガン連合旗に編入。
  - ダルハン・ムミンガン連合旗の一部(紅山子郷・シラムレンソム(希拉木楞蘇木)および公忽洞郷の一部)が武川県に編入。
- 1960年7月14日 - トゥムド旗がフフホト市に編入。(1市8県5旗)
- 1962年3月7日 - 河北省張家口専区商都県を編入。(1市9県5旗)
- 1963年3月31日 - フフホト市トゥムド旗を編入。(1市9県6旗)
- 1963年11月17日 - 包頭市固陽県を編入。(1市10県6旗)
- 1964年10月 - 集寧市の一部がチャハル右翼前旗に編入。(1市10県6旗)
- 1965年3月27日 - トゥムド旗が分割され、トゥムド左旗・トゥムド右旗が発足。(1市10県7旗)
- 1969年11月 - シリンゴル盟エレンホト市・化徳県・ソニド右旗を編入。(2市11県8旗)
- 1970年10月3日 (2市9県6旗)
  - トゥムド左旗・トクト県がフフホト市に編入。
  - 固陽県・トゥムド右旗が包頭市に編入。
- 1974年1月7日 - チャハル右翼前旗の一部が興和県に編入。(2市9県6旗)
- 1976年5月12日 - ダルハン・ムミンガン連合旗の一部が包頭市バヤン鉱区に編入。(2市9県6旗)
- 1980年5月8日 - エレンホト市・ソニド右旗がシリンゴル盟に編入。(1市9県5旗)
- 1990年11月15日 - 豊鎮県が市制施行し、豊鎮市となる。(2市8県5旗)
- 1995年11月21日 - ホリンゴル県・清水河県がフフホト市に編入。(2市6県5旗)
- 1996年5月18日 (2市5県4旗)
  - 武川県がフフホト市に編入。
  - ダルハン・ムミンガン連合旗が包頭市に編入。
- 2003年12月1日 - ウランチャブ盟が地級市のウランチャブ市に昇格。

#### ウランチャブ市
- 2003年12月1日 - ウランチャブ盟が地級市のウランチャブ市に昇格。(1区1市5県4旗)
  - 集寧市が区制施行し、集寧区となる。

## 人口
総面積は5.5万km2、人口272.87万人、モンゴル族は6.34万人で人口の2.32%を占め、主にチャハル右翼後旗と四子王旗に分布する。漢族が260.53万人で総人口の95.47%を占め市の各旗、県に遍在する。その他の民族は回族、満族、ダウール族、朝鮮族、エヴェンキ族、苗族、チベット族、土族、ウイグル族など20を越える少数民族が合わせて6万人以上、総人口の2.21%を占める。

## 気候
ケッペンの気候区分ではステップ気候（BSk）に属する。
| 集寧区 (1971−2000)の気候 | 集寧区 (1971−2000)の気候 | 集寧区 (1971−2000)の気候 | 集寧区 (1971−2000)の気候 | 集寧区 (1971−2000)の気候 | 集寧区 (1971−2000)の気候 | 集寧区 (1971−2000)の気候 | 集寧区 (1971−2000)の気候 | 集寧区 (1971−2000)の気候 | 集寧区 (1971−2000)の気候 | 集寧区 (1971−2000)の気候 | 集寧区 (1971−2000)の気候 | 集寧区 (1971−2000)の気候 | 集寧区 (1971−2000)の気候 |
| 月                       | 1月                      | 2月                      | 3月                      | 4月                      | 5月                      | 6月                      | 7月                      | 8月                      | 9月                      | 10月                     | 11月                     | 12月                     | 年                       |
| ------------------------ | ------------------------ | ------------------------ | ------------------------ | ------------------------ | ------------------------ | ------------------------ | ------------------------ | ------------------------ | ------------------------ | ------------------------ | ------------------------ | ------------------------ | ------------------------ |
| 最高気温記録 °C （°F）   | 8.0 (46.4)               | 13.1 (55.6)              | 18.2 (64.8)              | 30.1 (86.2)              | 31.9 (89.4)              | 32.4 (90.3)              | 33.6 (92.5)              | 32.5 (90.5)              | 32.4 (90.3)              | 24.6 (76.3)              | 18.3 (64.9)              | 8.3 (46.9)               | 33.6 (92.5)              |
| 平均最高気温 °C （°F）   | −6.1 (21)                | −2.4 (27.7)              | 4.0 (39.2)               | 13.1 (55.6)              | 20.0 (68)                | 24.0 (75.2)              | 25.4 (77.7)              | 23.7 (74.7)              | 18.8 (65.8)              | 12.1 (53.8)              | 2.7 (36.9)               | −4.1 (24.6)              | 10.93 (51.68)            |
| 日平均気温 °C （°F）     | −13.0 (8.6)              | −9.7 (14.5)              | −2.8 (27)                | 5.9 (42.6)               | 13.2 (55.8)              | 17.7 (63.9)              | 19.5 (67.1)              | 17.6 (63.7)              | 12.1 (53.8)              | 5.0 (41)                 | −3.9 (25)                | −10.6 (12.9)             | 4.25 (39.66)             |
| 平均最低気温 °C （°F）   | −18.5 (−1.3)             | −15.6 (3.9)              | −9.1 (15.6)              | −1.1 (30)                | 5.7 (42.3)               | 10.7 (51.3)              | 13.6 (56.5)              | 11.9 (53.4)              | 5.8 (42.4)               | −1.0 (30.2)              | −9.1 (15.6)              | −15.8 (3.6)              | −1.88 (28.63)            |
| 最低気温記録 °C （°F）   | −32.4 (−26.3)            | −30.6 (−23.1)            | −24.3 (−11.7)            | −14.5 (5.9)              | −6.0 (21.2)              | −0.1 (31.8)              | 6.9 (44.4)               | 0.0 (32)                 | −6.5 (20.3)              | −14.5 (5.9)              | −27.8 (−18)              | −31.6 (−24.9)            | −32.4 (−26.3)            |
| 降水量 mm （inch）       | 1.8 (0.071)              | 3.6 (0.142)              | 6.8 (0.268)              | 15.0 (0.591)             | 26.4 (1.039)             | 56.9 (2.24)              | 98.5 (3.878)             | 93.8 (3.693)             | 39.9 (1.571)             | 14.8 (0.583)             | 4.9 (0.193)              | 1.5 (0.059)              | 363.9 (14.328)           |
| 平均降水日数 （≥0.1 mm） | 2.0                      | 2.8                      | 4.1                      | 4.4                      | 6.1                      | 11.0                     | 14.7                     | 13.5                     | 9.0                      | 4.7                      | 2.5                      | 2.1                      | 76.9                     |
| 出典：Weather China      |                          |                          |                          |                          |                          |                          |                          |                          |                          |                          |                          |                          |                          |

## 交通

### 鉄道
主要駅
- 集寧南駅 - 京包線、集包線、集二線、集通線、張集線の5路線を経由する列車が発着する、在来線のターミナル駅である。
- 烏蘭察布駅（中国語版） - 2017年に開業した、京包旅客専用線（中国語版）、烏大高速鉄道（中国語版）の駅。当駅から内モンゴル自治区の首府である呼和浩特へは高速列車で40分[4]、首都北京へは2時間である。[5]

### 道路
- G110国道
- G208国道